# Салдивери, Ник
Николас Салдивери (англ. Nicholas Saldiveri; 14 августа 2000, Уаксхо, Северная Каролина) — профессиональный американский футболист, выступающий на позиции тэкла нападения в клубе НФЛ «Нью-Орлеан Сэйнтс». На студенческом уровне играл за команду университета Олд Доминион. На драфте НФЛ 2023 года был выбран в четвёртом раунде.

## Биография
Ник Салдивери родился 14 августа 2000 года в Уаксхо в Северной Каролине. Учился в старшей школе Парквуд в Монро. Играл за школьную футбольную команду, включался в состав сборной звёзд конференции. Занимался лёгкой атлетикой — метанием диска и толканием ядра. После окончания школы поступил в университет Олд Доминион.

### Любительская карьера
В 2018 году Салдивери дебютировал в футбольном турнире NCAA. Он принял участие в трёх матчах сезона и сохранил статус освобождённого игрока. В 2019 году он занял место стартового правого тэкла команды и провёл одиннадцать матчей. В сезоне 2020 года команда университета не принимала участия в соревнованиях по соображениям безопасности в период пандемии COVID-19.
В 2021 году Салдивери оставался стартовым правым тэклом команды, в нескольких играх действовал и в роли правого гарда. В матче с «Шарлотт» он стал первым в истории университета линейным нападения, занесшим тачдаун после подобранного фамбла. Также он внёс весомый вклад в рекорд команды по количеству выносных ярдов за игру — 358 в матче против «Хэмптон Пайрэтс». В 2022 году Салдивери провёл одиннадцать игр и помог раннинбеку Блейку Уотсону установить рекорд университета — 259 ярдов с тремя тачдаунами в одном матче. После окончания сезона он получил приглашение на матч всех звёзд выпускников колледжей.

### Профессиональная карьера
Перед драфтом НФЛ 2023 года аналитик издания Bleacher Report Брэндон Торн отмечал уровень атлетизма и подвижность Салдивери, его игровую дисциплину, технику работы рук, способность быстро ориентироваться в обстановке. К минусам игрока относили небольшую длину рук, позволяющую защитникам перехватывать инициативу, и не всегда быструю реакцию в момент ввода мяча в игру. В целом игрока характеризовали как полезного в схемах зонного выноса линейного, способного заиграть в НФЛ в роли гарда, а в дальнейшем перейти на позицию тэкла.
На драфте Салдивери был выбран клубом «Нью-Орлеан Сэйнтс» в четвёртом раунде под общим 103 номером. В мае 2023 года он подписал четырёхлетний контракт. В регулярном чемпионате НФЛ он дебютировал на четвёртой неделе сезона, попав в заявку команды после того, как сотрясение мозга получил правый гард команды Сезар Руис.